# Glaresis
Glaresis és un gènere de coleòpters polífags de la família dels glarèsids, família estretament relacionada amb els escarabèids. Malgrat que els seus membres es presenten en zones àrides i sorrenques de tot el món (excepte Austràlia), només s'han recollit adults nocturns atrets per la llum artificial i la resta de la biologia dels Glaresis encara és desconeguda. Alguns fan so per estridulació. Són coleòpters petits, 2½–6 mm de llargada el seu color varia de bronzejat a marró fosc.

## Taxonomia
- Glaresis alfierii
- Glaresis arenata
- Glaresis beckeri
- Glaresis canadensis
- Glaresis carthagensis
- Glaresis cartwrighti
- Glaresis ceballosi
- Glaresis celiae
- Glaresis clypeata
- Glaresis confusa
- Glaresis contrerasi
- Glaresis dakotensis
- Glaresis desperata
- Glaresis ecostata
- Glaresis exasperata
- Glaresis foveolata
- Glaresis freyi
- Glaresis fritzi
- Glaresis frustrata
- Glaresis gineri
- Glaresis handlirshci
- Glaresis hispanus
- Glaresis holmi
- Glaresis howdeni
- Glaresis impressicollis
- Glaresis inducta
- Glaresis kocheri
- Glaresis koenigsbaueri
- Glaresis longisternum
- Glaresis lomii
- Glaresis mandibularis
- Glaresis maroccana
- Glaresis mauritanica
- Glaresis medialis
- Glaresis mendica
- Glaresis methneri
- Glaresis minuta
- Glaresis namibensis
- Glaresis penrithae
- Glaresis oxiana
- Glaresis pardoi
- Glaresis pardoalcaidei
- Glaresis phoenicis
- Glaresis porrecta
- Glaresis quedenfeldti
- Glaresis rufa
- Glaresis texana
- Glaresis tripolitana
- Glaresis villiersi
- Glaresis walzlae
- Glaresis zarudniana